# Vòng loại Giải vô địch bóng đá nữ U-20 thế giới khu vực châu Phi 2008
Vòng loại Giải vô địch bóng đá nữ U-20 thế giới khu vực châu Phi 2008 diễn ra từ ngày 13 tháng 1 đến 14 tháng 6 năm 2008. Hai đội tuyển Nigeria và Cộng hòa Dân chủ Congo là hai đại diện cho khu vực châu Phi tham dự Giải vô địch bóng đá nữ U-20 thế giới 2008.

## Vòng sơ loại
| Đội 1    | TTS  | Đội 2          | Lượt đi | Lượt về |
| -------- | ---- | -------------- | ------- | ------- |
| Cameroon | w/o1 | Bénin          | —       | —       |
| Nigeria  | w/o1 | Cộng hòa Congo | —       | —       |
| Ghana    | 7–0  | Guinée         | 4–0     | 3–0     |
| Lesotho  | 2–4  | Botswana       | 1–1     | 1–3     |
| Zambia   | 3–3  | Ai Cập         | 2–2     | 1–1     |
| Namibia  | w/o1 | CHDC Congo     | —       | —       |
| Zimbabwe | w/o1 | Mauritius      | —       | —       |
| Nam Phi  | 7–1  | Mozambique     | 4–0     | 3–1     |

- 1 - Bénin, Congo, Namibia và Zimbabwe bỏ cuộc trước lượt đi. Cameroon, Nigeria, CHDC Congo và Mauritius lọt vào vòng sau.

## Vòng một
Diễn ra từ 4 tới 20 tháng 4 năm 2008.
| Đội 1      | TTS  | Đội 2     | Lượt đi | Lượt về |
| ---------- | ---- | --------- | ------- | ------- |
| Nigeria    | 4–0  | Cameroon  | 1–0     | 3–0     |
| Botswana   | 4–10 | Ghana     | 4–1     | 0–9     |
| CHDC Congo | 5–1  | Ai Cập    | 2–0     | 3–1     |
| Nam Phi    | w/o2 | Mauritius | —       | —       |

- 2 - Mauritius bỏ cuộc trước lượt đi. Nam Phi đi tiếp.

## Vòng hai
Diễn ra từ 30 tháng 5 tới 18 tháng 6 năm 2008.
| Đội 1   | TTS | Đội 2      | Lượt đi | Lượt về |
| ------- | --- | ---------- | ------- | ------- |
| Ghana   | 2–5 | Nigeria    | 2–3     | 0–2     |
| Nam Phi | 3–3 | CHDC Congo | 3–1     | 0–2     |

## Các đội vượt qua vòng loại
| Đội        | Ngày vượt qua       | Số lần tham dự World Cup U-20 |
| ---------- | ------------------- | ----------------------------- |
| CHDC Congo | 14 tháng 6 năm 2008 | 1 (2006)                      |
| Nigeria    | 18 tháng 6 năm 2008 | 3 (2002, 2004, 2006)          |